# Falsostesilea puncticollis
Falsostesilea puncticollis là một loài bọ cánh cứng trong họ Cerambycidae.